# Cathédrale Saint-Dominique de Fuzhou
La cathédrale Saint-Dominique (chinois : 泛船浦圣多明我主教座堂) est la cathédrale catholique de l'archidiocèse de Fuzhou, située en Chine à Fuzhou (transcription EFEO : Fou-Tchéou), capitale de la province du Fujian, en République populaire de Chine. Elle a été bâtie par les missionnaires espagnols et elle est consacrée à saint Dominique.
Le bâtiment est inscrit depuis 1996 sur la liste des sites historiques et culturels majeurs protégés au niveau national pour le site historique protégé au niveau provincial (zh).

## Histoire et description
L'église est bâtie en 1864 par l'ordre dominicains espagnols qui la consacrent à leur fondateur. En 1911, elle est élevée au statut de nouvelle cathédrale du vicariat apostolique de Fou-Tchéou, l'ancienne étant devenue trop petite. 
En 1932, la cathédrale est agrandie jusqu'à mesurer plus de 1 370 mètres carrés, pour accueillir deux mille fidèles.
En 1949, le diocèse de Fuzhou comptait plus de dix mille fidèles catholiques dont la moitié à Fuzhou même. La cathédrale est fermée en 1966 par les gardes rouges de la révolution culturelle et affectée à d'autres usages. Elle est rendue au culte en 1985. En 1994, la population catholique du diocèse s'élevait à seize mille fidèles dont la moitié dans la ville même.

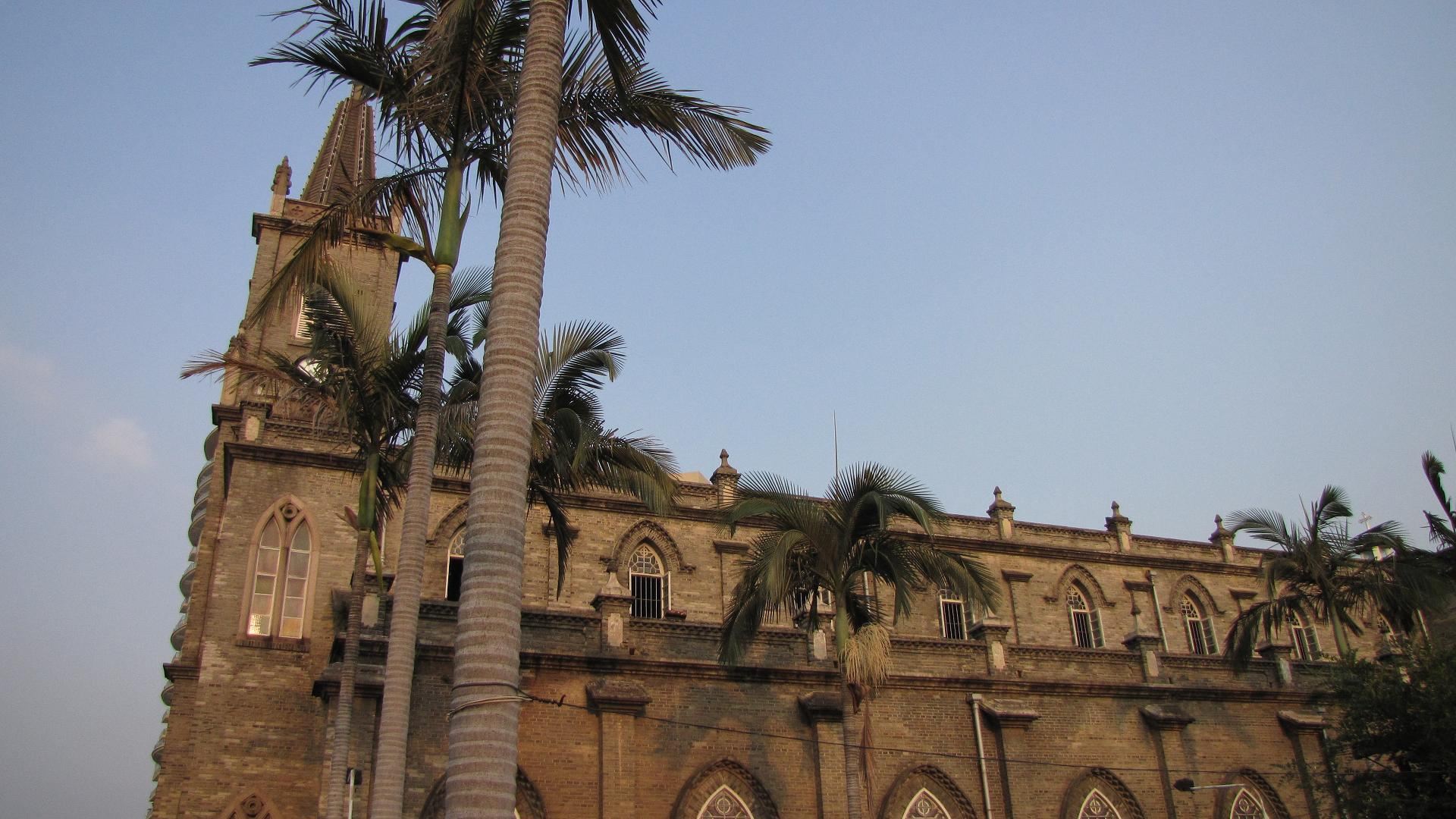
Vue de côté de la cathédrale

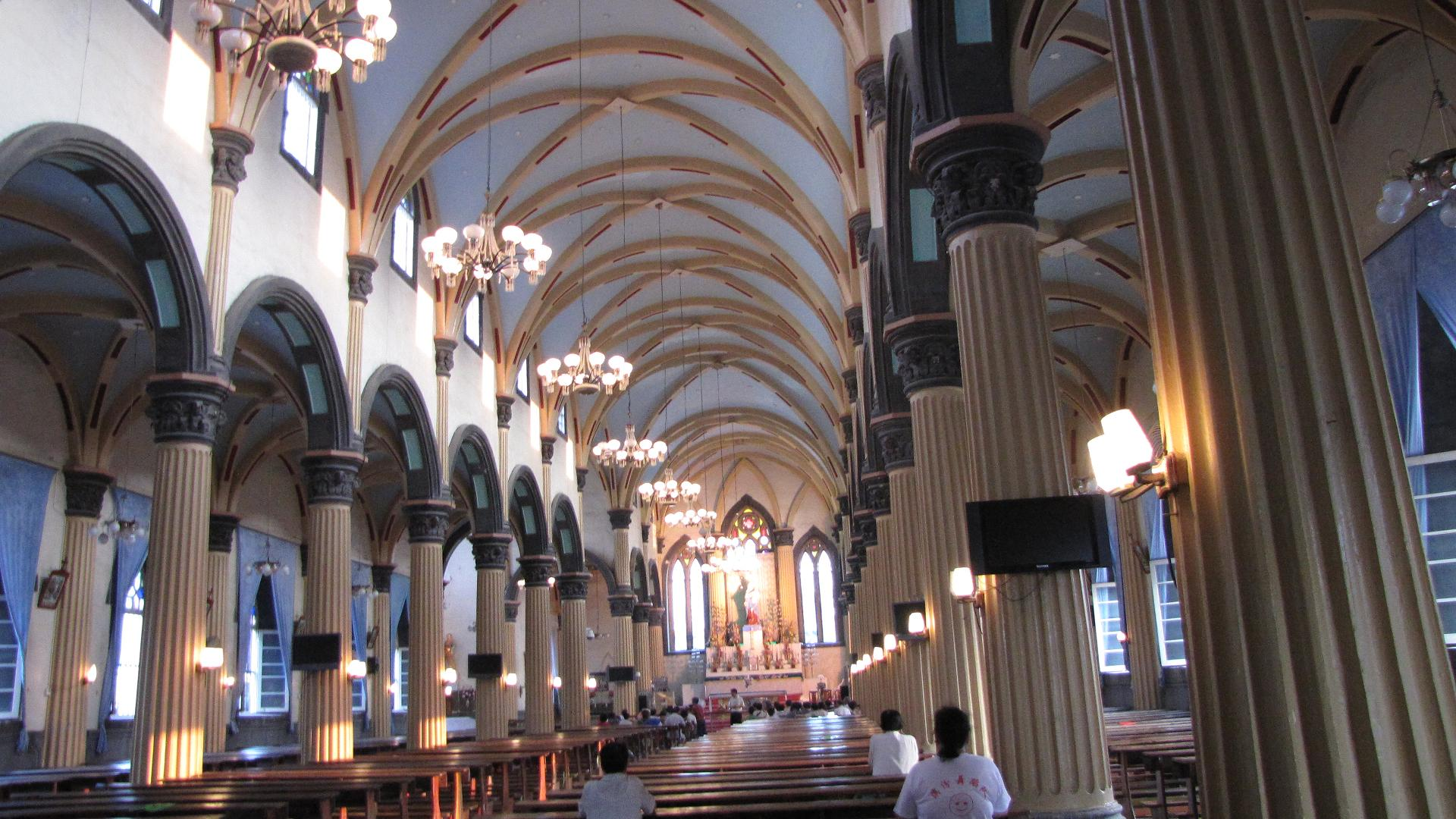
Nef de la cathédrale

En 2008, l'édifice est réorienté de 90 degrés et déplacé vers le sud à cause du réaménagement de l'avenue longeant la rivière. D'énormes travaux ont été nécessaires avec l'utilisation de plus de quatre-cents roues et de rails.